# Kasteel van Heule

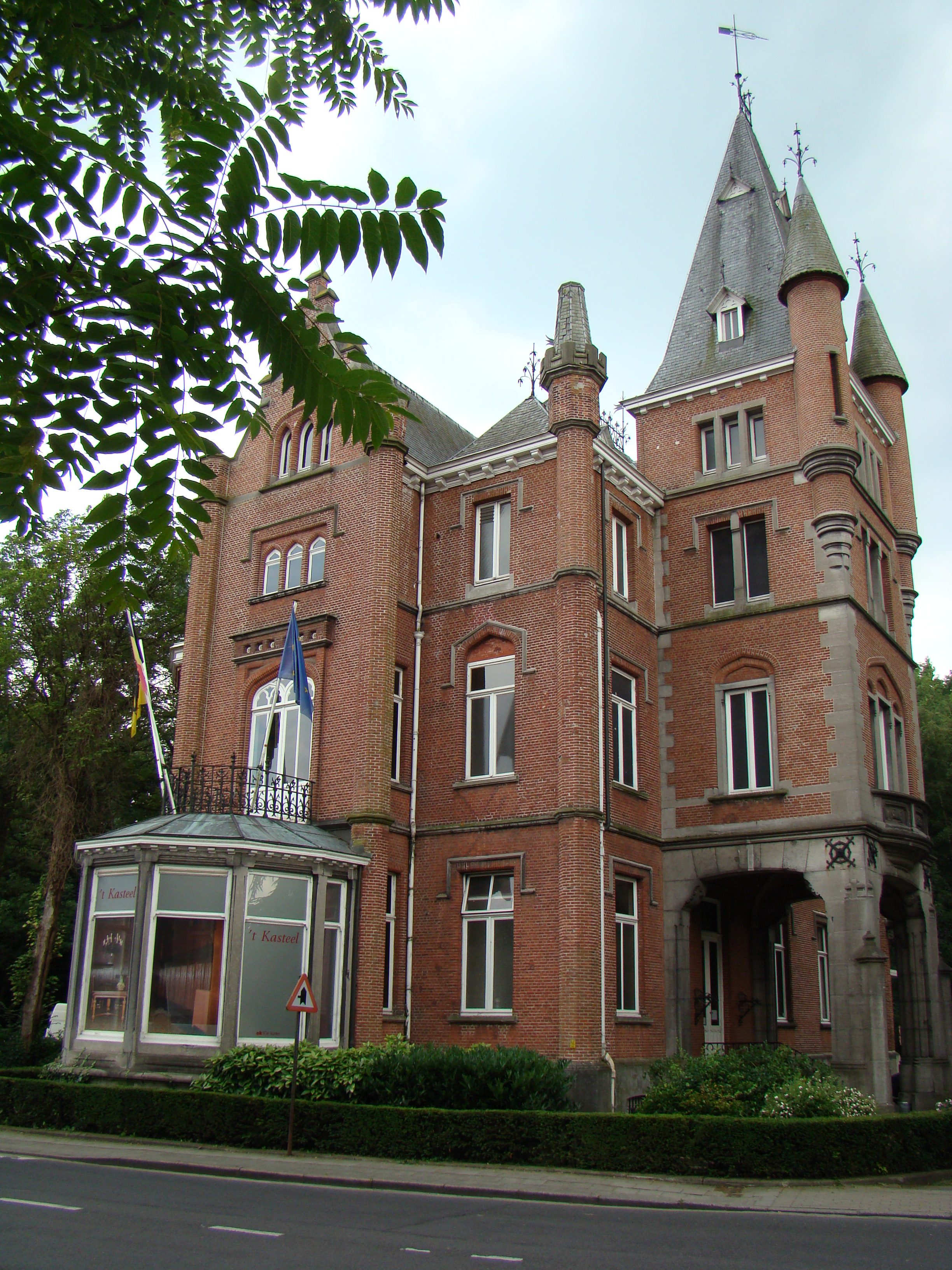
Kasteel van Heule

Het Kasteel van Heule is een kasteel in de tot de West-Vlaamse gemeente Kortrijk behorende plaats Heule, gelegen aan de Heulekasteelstraat 1, 5.

## Geschiedenis
In 1874 werd door notaris Augustus Josephus Edgardus Lagae-Gerbrandt een stuk grond, waarop een landhuis werd gebouwd. In 1882 werd het domein verkocht aan de familie Goethals. Omstreeks 1890 werd het huis verbouwd in eclectische stijl met invloeden van de gotiek en de renaissance. Ook werd een park aangelegd. Een naastgelegen pastorie met omliggende grond werd aangekocht. Van 1912-1921 was Emile Goethals burgemeester van Heule.
Van 1964-1977 deed het kasteeltje dienst als gemeentehuis, waarna leegstand volgde.

## Domein
Het kasteeltje heeft nog een deels in de oorspronkelijke stijl ingericht interieur, met ontvangsthal, voormalige raadszaal in Vlaamse neorenaissance. Het koetshuis werd in 1968-1969 ingericht als Stijn Streuvels-bibliotheek.
Het park bestond al begin 18e eeuw als groen gebied rond de voormalige pastorie. In 1874 werd de tuin in Engelse landschapsstijl ingericht. Er was ook een kleine Franse tuin. In 1895 werd de tuin heringericht naar Engels model. In 1965 werd de Franse tuin omgezet in parkeerplaats. In 1967 werd een deel van het park opgeofferd bij de aanleg van de Goethalslaan.
Door het park stroomt de Heulebeek in oostelijke richting naar de Leie. De lage weilanden aan de oever werden omgevormd tot vijver. Er staat een groepje moerascipressen en er is een achtthoekige gloriëtte. Er zijn enkele bruggen over de beek en een brug over de vijver. Jan Van de Kerckhove vervaardigde het Streuvelsteken, een granieten monument van ruim 4 meter hoog, voorstellende een molensteen op een kolom dat de oerkrachten verzinnebeeldt die in het werk van Streuvels worden beschreven.